# Dasychoproctis
Dasychoproctis is een geslacht van vlinders van de familie spinneruilen (Erebidae), uit de onderfamilie Lymantriinae.

## Soorten
- D. confusa Griveaud, 1977
- D. dubiosa Hering, 1926
- D. euryala (Viette, 1955)
- D. lasioma Collenette, 1959
- D. madecassa Griveaud, 1972
- D. nesites Collenette, 1932
- D. obsoleta Bethune-Baker, 1904
- D. pratti Bethune-Baker, 1904